# بول أوسكار
بول أوسكار هيالمتوسون (بالآيسلندية: Páll Óskar Hjálmtýsson) (ولد في 16 مارس 1970) المعروف دوليا باسم الشهرة بول أوسكار هو مغني بوب وكاتب أغاني ومنسق موسيقى آيسلندي. كان منذ طفولته نشط موسيقياً، وغنى في وظائف خاصة، وفي الجوقات والإعلانات التجارية، ولكنه تعرض للتنمر والمضايقات في المدرسة، فضلاً عن التوتر في علاقته مع والديه في المنزل. وأعلن عن كونه مثلي الجنس لعائلته في سن 16 عاما.
يشمل النمط الموسيقي لبول أوسكار الأغنيات الآيسلندية التقليدية، وأغاني قصصية وأغاني الحب، والديسكو، والهاوس، والتكنو. أصدر أول ألبوم له هو "Stuð" (أي «الروتين») في عام 1993 أثناء وجوده في مدينة نيويورك، وغنى مع عدة فرق غنائية أثناء انشاءه لمسيرته الفنية كفنان منفرد. كان ألبومه الخاص، "Palli"، الألبوم الأيسلندي الأكثر مبيعاً في عام 1995. وقد حظي بول أوسكار بالاهتمام الدولي عندما أدى أغنية "Minn hinsti dans" (أي «رقصتي النهائية») كأغنية آيسلندا في مسابقة الأغنية الأوروبية لعام 1997. أجدد وأحدث ألبوم له هو "Silfursafnið" (أي «مجموعتي الفضية» في عام 2008. يعمل بول أوسكار بشكل منتظم في ريكيافيك كمنسق موسيقى في النوادي ويظهر في عديد البرامج الإذاعية والتلفزيونية.

## النشأة
ولد بول أوسكار في 16 مارس 1970 في ريكيافيك. وهو أصغر سبعة أطفال في عائلته. أظهر في طفولته موهبة فنية في الرسم وكتابة القصص الخيالية والغناء كما قضى الكثير من الوقت في الغناء في الجوقات والإعلانات التجارية، وسجل أول ألبوم له في سن السابعة. وشارك كطفل في العديد من المسرحيات.
على الرغم من أن عائلة بول أوسكار شجعت موهبته الموسيقية، إلا أن علاقته لم تكن جيدة مع والديه، كما تعرض للتنمر والمضايقات من قبل زملائه في المدرسة. أدرك في سن 13، أنه ينجذب للرجال، وأعلن عن كونه مثلي الجنس لعائلته في سن 16 عاما. وحكى عن الأمر قائلا: «في اليوم الأول، كان هناك حديث لطيف مع القبول، على الرغم من أن والدي رفع صوته. في اليوم الثاني، والثالث والرابع، كان هناك هذا الصمت الرهيب، لقد عاملوني كغريب». ومع ذلك، كانت والدته داعمة له. وقالت: «إذا كان لدى بول موهبة الوقوع في الحب، فعليه رعاية هذه الموهبة. ولديه الحق في الجلوس على مائدتي مع شريكه كما يفعل أي شخص آخر مع شريكته».
وغنى بول أوسكار بعدها وشارك في بعض العروض في مراهقته.

### المسيرة الفنية

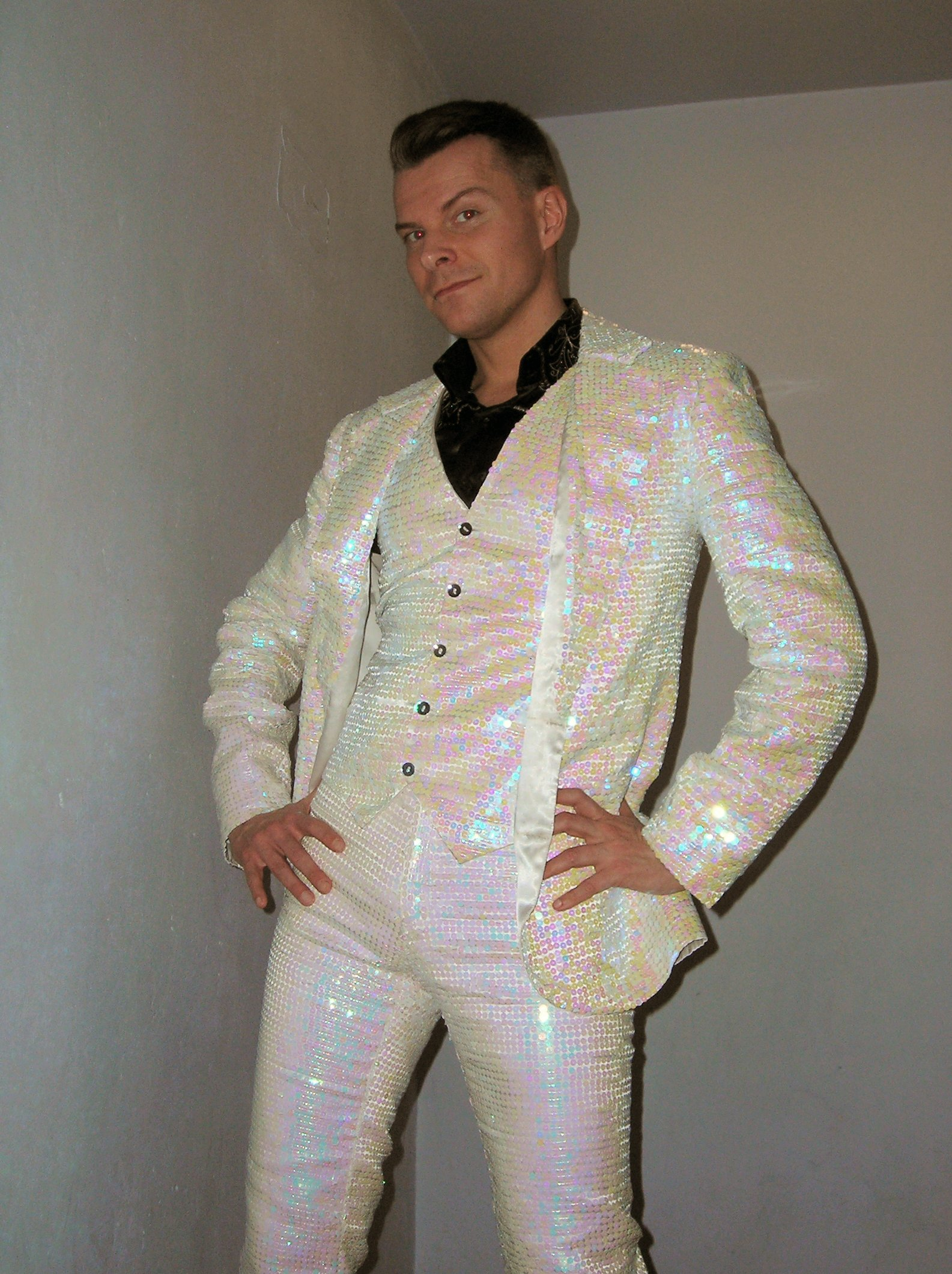
بول أوسكار قبل الظهور على خشبة المسرح في حفل مسابقة الأغنية الأوروبية في ملهى سكالا الليلي في لندن - تم تصويره في 25 أبريل 2008

في صيف عام 1993، غادر بول أوسكار آيسلندا إلى مدينة نيويورك، أين أصدر أول ألبوم له هو "Stuð" (أي «الروتين») في نفس السنة، وغنى مع عدة فرق غنائية أثناء انشاءه لمسيرته الفنية كفنان منفرد. كان ألبومه الخاص، "Palli"، الألبوم الأيسلندي الأكثر مبيعاً في عام 1995. وقد حظي بول أوسكار بالاهتمام الدولي عندما أدى أغنية "Minn hinsti dans" (أي «رقصتي النهائية») كأغنية آيسلندا في مسابقة الأغنية الأوروبية (يوروفيجن) لعام 1997. مثَّل بول أوسكار بلده آيسلندا في مسابقة الأغنية السنوية (يوروفيجن) في نسخة عام 1997. وشارك في كتابة الأغنية التي أداها، وفي تقديمه ظهر في الخلفية كدعم مسرحي أربع نساء يرتدين «اللاتيكس» ويلعبن بشكل مثير على أريكة خلفه. على الرغم من أن الأغنية لم تصل إلا إلى المركز العشرين في مجموعة الأغاني الـ25 المتنافسة، إلا أن العرض الجريء جذب انتباهًا واسعًا، ولا سيما بين الجماهير المثلية، وهو الأمر الذي جعلهُ معروفًا على الصعيد الدولي.
يمتد نطاق بول أوسكار الموسيقي على الأغنيات الآيسلندية التقليدية، وأغاني قصصية وأغاني الحب، والديسكو، والهاوس، والتكنو. وأنتج بعد ذلك ثلاث ألبومات أخرى، آخرها "Silfursafnið" (أي «مجموعتي الفضية» في عام 2008. يعمل بول أوسكار بشكل منتظم في ريكيافيك كمنسق موسيقى في النوادي ويظهر في عديد البرامج الإذاعية والتلفزيونية.
قال بول أوسكار إنه يدرك أنه «كمكان عمل، فإن آيسلندا ستكون صغيرة جدًا بالنسبة لي. في الواقع، إنها بالفعل. لكنني آيسلندي. سيكون منزلي هنا دوما. جذوري قيمة ومهمة جدًا بالنسبة لي. لن أقوم بتغييرهم لأجل كيس من الذهب.»

## الحياة الشخصية

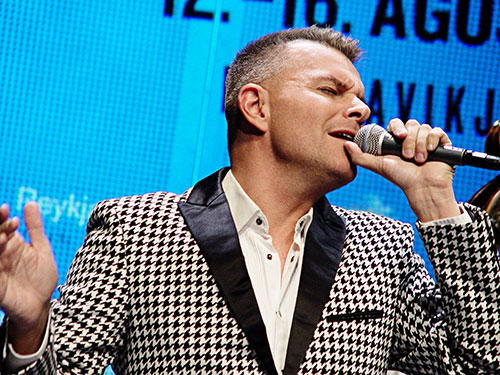
بول أوسكار في مهرجان ريكيافيك للجاز في سنة 2015

فيما يتعلق بحياته الشخصية، قال بول أوسكار: «لدي الكثير من العمل الذي لا يزال يتعين القيام به. لقد كان لدي ثلاث علاقات، من الخارج، تبدو مثالية، على ما أفترض. لكنهم كانوا في الواقع علاقات فظيعة وكاذبة، وقد آذتني كثيرا. ما أفعله الآن هو تعلم الوقوع في حب نفسي».
لديه سمعة كونه متهور، حتى إلى درجة اعتبار البعض له وقحا، عندما يتعلق الأمر بمناقشة شواغل وأمور مثليي الجنس، وخاصة الجنس المثلي. وقد علق ماتياس ماتياسون، مدير جمعية '78 ("Samtökin '78")، وهي جمعية تهتم بشؤوون حقوق المثليين في آيسلندا، قائلاً: «إنه يقول أشياء لا يمكن أن أقولها أبداً، ولكنه إضافة رائعة لصوت المثليين في آيسلندا.» باعتباره ناشطا في حقوق المثليين، ساعد بول أوسكار في تنظيم مهرجان مسيرة فخر المثليين في ريكيافيك عام 2005.

## قائمة بعض أعماله

### الألبومات
| الألبوم (العنوان الأصلي) | العنوان العربي    | تاريخ الصدور |
| ------------------------ | ----------------- | ------------ |
| Stuð                     | الروتين           | 1993         |
| Palli                    | بالي              | 1995         |
| Seif                     | سيف               | 1996         |
| Deep Inside              | عميقا في الداخل   | 1999         |
| Ef ég sofna ekki         | إذا لم أنم الليلة | 2001         |
| Ljósin heima             | الأضواء في المنزل | 2003         |
| Allt fyrir ástina        | كله باسم الحب     | 2007         |
| Silfursafnið             | المجموعة الفضية   | 2008         |

## روابط خارجية
- بول أوسكار على موقع IMDb (الإنجليزية)
- بول أوسكار على موقع ميوزك برينز (الإنجليزية)
- بول أوسكار على موقع أول ميوزيك (الإنجليزية)
- بول أوسكار على موقع أول ميوزيك (الإنجليزية)
- بول أوسكار على موقع ديسكوغز (الإنجليزية)
- بول أوسكار على موقع قاعدة بيانات الفيلم (الإنجليزية)